# Отто Штаудінгер
Отто Штаудінгер (Otto Staudinger; нар. 2 травня 1830 у Грос-Вюстенфельде біля Тетерова, Мекленбург-Шверін — пом. 13 жовтня 1900 у Люцерні) — німецький лепідоптеролог (дослідник метеликів) і торговець комахами.

## Біографія
Штаудінгер по батьківській лінії походив з баварської родини. Його дід, учитель сільського господарства Лукас Андреас Штаудінгер, народився в Ансбаху і приїхав наприкінці XVIII століття до Гольштайну (Північна Німеччина). Батько Штаудінгера, Йоганн Дідеріх Андреас Штаудінгер (1797—1851), народився в Грос-Флоттбеку. Його мати Адольфіна Штаудінгер (уроджена Шредер) (1794—1876) походила з Мекленбурга і народилася в Пуцарі в маєтку графа Шверіна. Коли в 1830 році народився Отто Штаудінгер, його батько, який навчився фермерства в Йоганна Генріха фон Тюнена, був орендарем маєтку Ґрос-Вюстенфельде. Місцевий домашній вчитель на прізвище Вагнер колекціонував жуків і познайомив хлопчика з ентомологією, коли йому було шість-сім років. Влітку 1843 року його батько придбав маєток Любзее поблизу Гюстрова, де Отто почав колекціонувати метеликів, тепер під керівництвом домашнього вчителя Германа. Хлопчик відвідував гімназію Фрідріха-Франца (Parchim) з жовтня 1845 року і склав свій абітур улітку 1849 року.
У жовтні 1849 року він почав вивчати медицину в Берліні, але під впливом дуже цікавих лекцій з зоології приватного викладача доктора Штайна у другому семестрі перейшов на природничі науки. З червня 1850 до осені 1851 року він брав участь в ентомологічних екскурсіях, знайшовши на Штралауському кладовищі кілька новонароджених Synanthedon tipuliformis, він виявив свою пристрасть до комах з родини Sesiidae. ВІн особливо зблизився зі студентами Теодора Йоганнеса Крюпера (1829—1917; пізніше директора музею природної історії в Афінах) і Карла Едуарда Адольфа Герштекера (пізніше професора у Грайфсвальді) і познайомився з берлінськими ентомологами того часу, з Грабовим, Сімоном, Шерфлінгом, Ліббахом, Гласбреннером, Мютцелем, Штрекфусом, Вальтером, братами Кріхельдорфом, Ріббе та Калішем. Місцями збору комах були передовсім Грюневальд, Юнгфернгайде (де Staurophora celsia ще знаходилася в той час), Вульгайде, вапнякові гори поблизу Штраусберга та містечко Фінкенкруг, розташоване посеред лісу.
Восени 1851 року Штаудінгер, судячи з усього, захворів (біографічні джерела не повідомляють про характер хвороби), оскільки йому було рекомендовано «після тривалої хвороби» поїхати на оздоровчу подорож. Так, з середини травня до середини серпня 1852 року він провів на Женевському озері та в районі Монблану, потім пішки перейшов через Симплонський перевал до Генуї, а звідти в кінці серпня — також пішки — вздовж Рив'єри до Ніцци, Марселя та Монпельє, де пробув до кінця листопада і налагодив контакти з французькими колекціонерами (ймовірно, Даубе, Жерменом, Гінаром). Після поїздки додому в січні 1853 року він вирушив до Парижа, щоб вдосконалити французьку мову та вивчити італійську й англійську. На Великдень 1853 року він відновив навчання в Берліні і разом із Калішем, Ріббе і обома Кріхельдорфами інтенсивно збирав склокрилих (Sesiidae). В середині березня 1854 року він здобув ступінь доктора філософії за роботу De Sesiis agro Berolinensis.

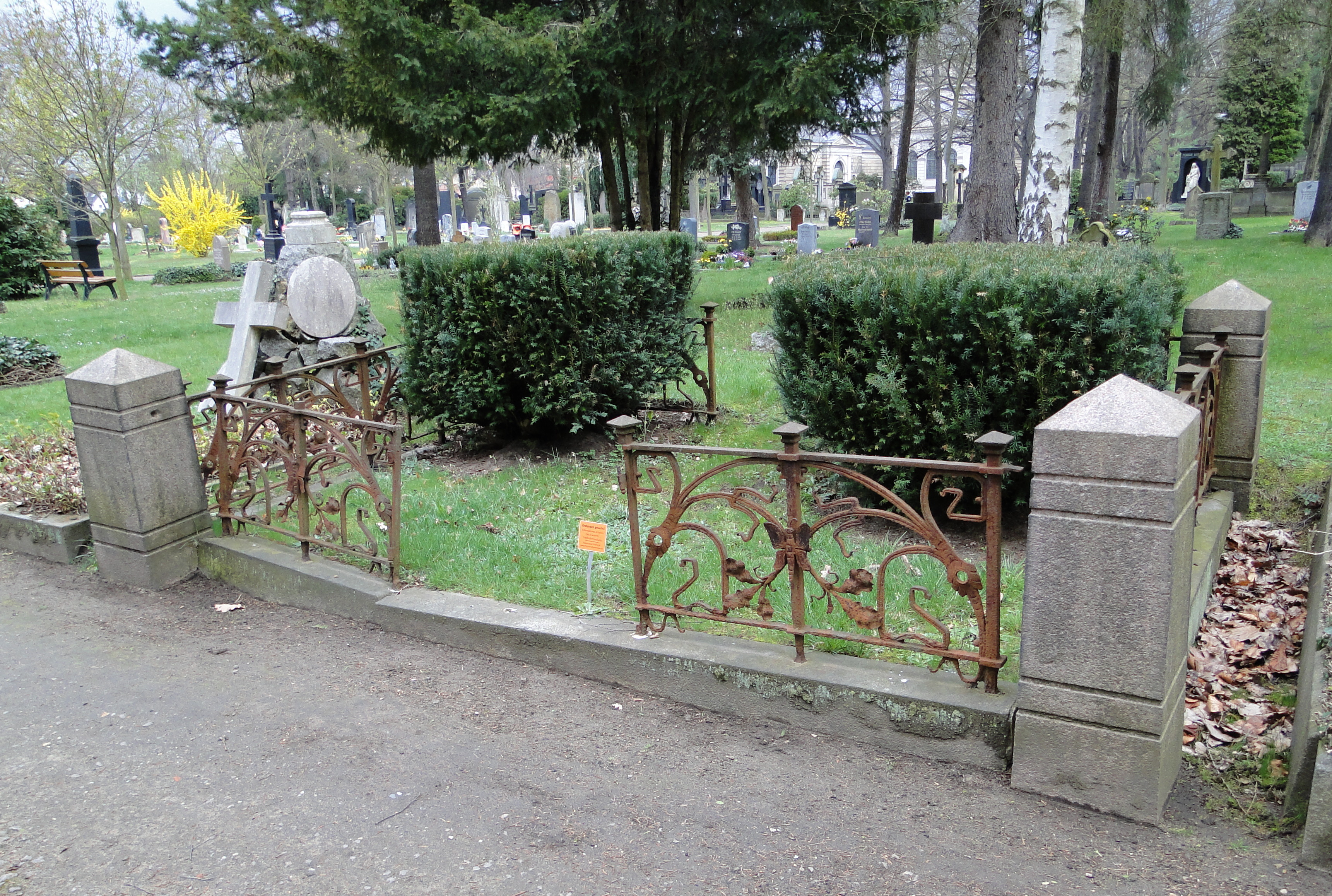
Могила Отто Штаудінгера 2016

З 1 квітня по жовтень 1854 року Штаудінгер, маючи рекомендації від Александра фон Гумбольдта, здійснив поїздку на Сардинію з метою виявлення гусениць Papilio hospiton, що нарешті вдалося після багатьох невдалих спроб. У 1855 році збирав комах в Альпах (Каринтія, район Гросглокнера). У квітні 1856 р. разом з К. Калішем вирушив у колекційну подорож до Ісландії. Восени 1856 року він заручився з донькою ентомолога Грабова; весілля відбулося 21 січня 1857 року. Того ж вечора пара поїхала через Париж, Ліон, Марсель, де вони обидва пройшли курс іспанської мови протягом десяти днів, Барселону, Валенсію та Альмерію до Малаги, де пробули близько місяця. Потім вони провели дев'ять місяців у Гранаді, де мешкали в Альгамбрі, і 2 листопада у них народилася дочка. У середині грудня вони вирушили через Малагу до Чиклана-де-ла-Фронтера поблизу Кадіса, провели там першу половину 1858 року і повернулися до Берліна в липні того ж року. Через високу вартість цих поїздок Штаудінгер, спочатку за допомогою свого тестя, почав продавати зібрані екземпляри, і так поступово виник великий магазин з продажу природознавчих експонатів. З початку 1859 року Штаудингери жили в Дрездені, де того ж року народився їхній син Пауль. У 1864 році Штаудінгер побудував лазні Діани в Дрездені, багатофункціональний заклад з ваннами, паровими лазнями та ірландсько-римськими лазнями, які викликали у нього захват з тих пір, як він відчув їх цілющу дію під час подорожі з сильною застудою. На Великдень 1874 року подружжя переїхало з міської квартири, яка стала занадто тісною, на віллу Діана в Блазевіці. У 1879 році Андреас Банг-Хаас (1846—1925) приєднався до компанії як службовець, одружився з дочкою Штаудінгера в 1880 році і став співвласником у 1884 або 1887 роках. У 1884 році фірма була змушена переїхати до більшої Вілли Сфінкс, побудованої спеціально для цієї мети; через 10 років до вілли довелося прибудувати двоповерховий флігель. З середини 1880-х років Штаудінгер дедалі більше передавав керівництво компанією в руки Банга-Хааса і зосередився виключно на таксономічній роботі. Отто Штаудінгер помер 13 жовтня 1900 року під час відпустки в Люцерні. Він був похований на цвинтарі Святого Йоганна в Дрездені.

### Інші важливі колекційні поїздки
- 1860 Норвегія, Фінмаркен (разом з М. Ф. Воке).
- 1862 Кастилія, Ла Гранха, Сан Ільдефонсо.
- 1866 Південна Франція, Ардеш.
- 1872 Кілікійський Таурус (разом з Е. Функе).
- 1875 Туреччина, Амазія (разом з Е. Функе та Ф. Заком).
- 1880 Південна Іспанія, Чиклана та Гранада (з дружиною, тещею та родиною Корбів).
- 1884 Кастилія, Сан-Ільдефонсо з об'їздом до Лісабона (з А. Банг-Хаасом і його сином Паулем).
- 1887 Алжир, Біскра і Ламбез, Джебель Аурес.
- Крім того, короткі поїздки в Альпи та рекреаційні поїздки.

## Досягнення
Одним із найцінніших і найтривкіших здобутків Штаудінґера була публікація трьох каталогів фауни метеликів Європи, а згодом — усієї Палеарктики. Їх одразу визнали лепідоптерологи, видання стали основою для фауністичних досліджень і спонукали до численних систематико-таксономічних досліджень. Ще в 1861 році Штаудінгер разом з Максом Фердинандом Воке опублікував Каталог лускокрилих Європи та сусідніх країн, в якому розглядав так званих великих метеликів, а Воке — так званих малих метеликів. Ширше поширення отримало двомовне німецько-французьке видання 1871 року (Каталог лускокрилих Європейського фауністичного ареалу). Стандартним виданням став «Каталог лускокрилих фауністичної області Палеарктики», редагований разом з Гансом Ребелем (1861—1940) і опублікований ним у 1901 році.
Важко переоцінити вплив, який Штаудінгер мав як ініціатор ентомологічних та загальних природничих досліджень у багатьох частинах світу. Він не тільки купував урожай зі східної Палеарктики і багатьох тропічних районів і обробляв їх таксономічно, а й спеціально відправляв збирачів в ентомологічно ще маловідомі або зовсім невивчені райони:
- Амурська та Уссурійська територія (Владивосток, Суйфун, Суцьхан, острів Аскольд: Фрідріх Дорріс & братер, 1877—1898, Яблуневої гори, 1896),
- Північно-Східний Сибір (у вітмі: О. Herz, 1888),
- Тарбагатай (при Саісане: J. Haberhauer, 1877),
- Алтай (при Онгадай, Башкам, Чжуя-долина: Х. Дж. Ельвес і Бoрeзoвскі, 1898),
- Монголія (Улясутаї: російський козак, який збирав метеликів для Г. Ледера, 1893; хребет Кентей: Ф. Дерріс, 1889, 1893; околиці Урги: Й. Габергавер, 1895; хребет Хангай: Г. Ледер, 1899).
- Тибет (з Лоб-Нор і Куку-Нор, Е. Відміну для Рудольф Танкре, 1893—1893),
- Китайський туркестан (при Корлі: J. Haberhauer, 1897),
- Схід. Тьян-Шан (Chamyl m.a.: J. Haberhauer, 1896),
- Тянь-Шань (між озером Ісик-Куль і Кульдя: Е. Рюкбайль, 1895?),
- Мала Азія (Мардін, Газіантеп, Мерзіфон, Малатья, Хаджин, Кайсері, Токат, Антакія, Мараш тощо: Й. Манісаджян, 1875—1897).
- Таурус (поблизу Зейтуну: Харадджян, 1897);
- Сирія (Ф. Зак);
- Палестина (Бахер, 1896—1899; Й. Паулюс, 1890—1898);
- Сьєрра-Леоне і Камерун (д-р Пройсс, з 1866 року);
- Індоавстралійський архіпелаг (Вайгео, Молуккські острови [Амбон, Бачан, Серам, Хальмахера], Целебес [Мінахаса], Сангір, Філіппіни [Холо, Східне Мінданао, Міндоро], Тимор, Палаван, Саравак: д-р Карл Константин Платен, 1880—1895);
- Цейлон, Пінанг, Борнео (Бруней, Лабуан, Кінабалу) (Й. Ватерштрат, 1888—1904);
- Панама і Чирикі (Генріх Ріббе, 1878);
- Амазонія (д-р Генріх Генель, 1879—1884, 1885—1887; пізніше також О. Міхаель і брати Ґустав і Отто Ґарлеппи, останні також у Перу та Болівії);
- Перу (Чанчамайо: Ф. Тамм, близько 1870—1873).

Таким чином Штаудінгеру вдалося скласти списки фауни цілих регіонів, з яких тут варто згадати лише фауну лускокрилих Малої Азії (1881), макролепідоптери Амурського краю (1892) та лепідоптери гір Кентей (1892).
Таксономічна обробка цих знахідок була справжньою справою життя Штаудінгера. Протягом багатьох років він описав сотні, якщо не тисячі нових таксонів, особливо з родини так званих макролепідоптер. Науково важливі зразки, особливо типи нових видів, потрапили до приватної колекції Штаудінгера. Неповна бібліографія науковця налічує 137 публікацій про лускокрилих (Anonymus 1901). Багато таксонів названо на честь Штаудінгера.
У зоологічній літературі його ім'я зазвичай скорочується до «Stgr».
Після смерті Штаудінгера компанія «Staudinger & Bang-Haas» продовжила свою діяльність під керівництвом Андреаса Банга-Хааса. З 1913 року єдиним власником став його син Отто Банг-Хаас (1882—1948). Він керував компанією до своєї смерті, після чого 30 вересня 1948 року вона була ліквідована.

## Де перебуває колекція?
Приватна колекція Штаудінгера з описаними ним типами таксонів перейшла до Зоологічного музею Університету імені братів Гумбольдтів в Берліні (нині Музей природознавства) у 1907 році, а його колекція Palearctic Microlepidoptera та гусениць Palearctic Macrolepidoptera у 1937 році. Після смерті Отто Банг-Хааса колекцію палеарктичних лускокрилих компанії перейняв Ганс Котч, який 1961 року передав її до Дрезденського зоологічного музею. Нині колекція метеликів є невід'ємною частиною природно-історичної колекції Зенкенберга в Дрездені.

## Праці
- mit M. F. Wocke: Catalog der Lepidopteren Europa's und der angrenzenden Länder. Staudinger & Burdach, Dresden 1861.
- mit M. F. Wocke: Catalog der Lepidopteren des Europaeischen Faunengebiets. 2. Auflage. Burdach, Dresden 1871, S. XVI–XXXVII, 1–200, 347—382, 415—424.
- Beitrag zur Lepidopteren-Fauna Griechenlands. In: Horae societatis entomologicae rossicae. 7, 1871, S. 3–304, 3 Taf.
- Lepidopteren-Fauna Kleinasien's. In: Horae societas entomologicae rossicae. 14, 1878, S. 129—329, Taf. 1–2, S. 321—482 (1879), Taf. 3–4. Nachträge 16, 1881, S. 65–135.
- mit Ernst Schatz und Johannes Röber: Exotische Schmetterlinge. Zwei Bände. Löwensohn, Fürth 1884—1888.
- Centralasiatische Lepidopteren. In: Stettiner entomologische Zeitung. 47, 1886, S. 193—215, 225—256; 48, 1887, S. 49–102.
- Die Macrolepidopteren des Amurgebietes. I. Theil: Mémoires sur les Lépidoptères. 6, 1892, S. 83–658, Taf. 4–14.
- Lepidopteren des Kentei-Gebirges. In: Deutsche Entomologische Zeitschrift Iris. 5, 1892, S. 300—393, Taf. 3.
- Hochandine Lepidopteren. In: Deutsche Entomologische Zeitschrift Iris. 7, 1894, S. 43–100, 2 Taf.
- Lepidopteren des Apfelgebirges. In: Deutsche Entomologische Zeitschrift Iris. 10, 1898, S. 320—344.
- mit H. Rebel: Catalog der Lepidopteren des palaearctischen Faunengebietes. I. Theil: Famil. Papilionidae — Hepialidae. Friedländer & Sohn, Berlin 1901.